# Reakcja Boudouarda
Reakcja Boudouarda – reakcja redoks mieszaniny tlenku węgla i dwutlenku węgla, pozostającej w równowadze chemicznej w danej temperaturze, polegająca na dysproporcjonowaniu tlenku węgla do dwutlenku węgla oraz grafitu:
2 CO ⇌  CO2 + C

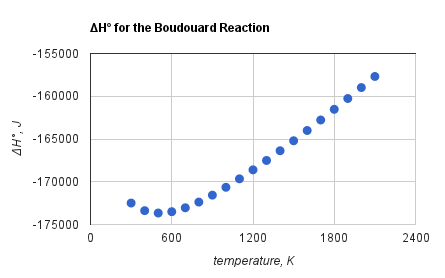
Standardowa entalpia reakcji Boudouarda dla różnych temperatur

Tworzenie się dwutlenku węgla i węgla w reakcji Boudouarda jest procesem egzotermicznym w całym zakresie temperatur. Jednakże entalpia standardowa tej reakcji staje się mniej ujemna wraz ze wzrostem temperatury.
Chociaż entalpia tworzenia CO2 jest większa niż entalpia tworzenia CO, jednak entropia tworzenia znacznie mniejsza. W rezultacie standardowa energia swobodna tworzenia CO2 z pierwiastków składowych prawie nie zmienia się i nie zależy od temperatury, natomiast energia swobodna tworzenia CO maleje wraz z temperaturą. W wysokich temperaturach reakcja przebiegająca w prawo jest zatem endoenergetyczna, faworyzując odwrotną reakcję w kierunku CO, mimo że reakcja przebiegająca w prawo jest nadal egzotermiczna.